# Pauline Chasselin
Pauline Chasselin est une pongiste française née le 1er août 1997 à Lunéville.

## Carrière
Pauline Chasselin est vice-championne de France en simple dames en 2017.
En 2020, elle est sacrée championne de France en double mixte avec Esteban Dorr et vice-championne de France en double dames avec Carole Grundisch et est remplaçante de l'équipe de France disputant les Jeux olympiques d'été de 2020.
Avec Jia Nan Yuan, Prithika Pavade et Audrey Zarif, elle fait ensuite partie de l'équipe de France médaillée de bronze aux Championnats d'Europe de tennis de table en octobre 2021 à Cluj, premier podium féminin européen depuis 1962.
En mars 2025, elle est championne de France en simple et double féminin et vice-championne de France en double mixte avec Grégoire Jean.